# Gil Scott-Heron
Pour les articles homonymes, voir Scott et Héron.
 (juillet 2011).
Si vous disposez d'ouvrages ou d'articles de référence ou si vous connaissez des sites web de qualité traitant du thème abordé ici, merci de compléter l'article en donnant les références utiles à sa vérifiabilité et en les liant à la section « Notes et références ».
Gilbert « Gil » Scott-Heron, né le 1er avril 1949 et mort le 27 mai 2011, est un musicien, poète et romancier américain. Il est célèbre pour ses « chansons-poèmes et textes engagés» The Revolution Will Not Be Televised, The Bottle, Angel Dust, Johannesburg, ou l'incontournable et engagée dans la cause noire et les disparités aux États-Unis Whitey On The Moon[source insuffisante].

## Biographie
Gilbert Scott-Heron est né à Chicago. Il est le fils unique d'une bibliothécaire, Bobbie Scott, et du footballeur d'origine jamaïcaine Gilbert Saint Elmo Heron, également connu sous le nom de Black Arrow (flèche noire) lorsqu'il portait le maillot du club écossais du Celtic FC, le club de football de Glasgow. Après le divorce de ses parents en 1950, il est élevé seul par sa grand-mère Lily Scott qui habite le quartier noir de Jackson dans l'État du Tennessee qui applique encore à cette époque la ségrégation raciale. Au printemps 1962, Gil et sa mère quittent définitivement le Tennessee pour emménager chez un oncle à New York dans le quartier du Bronx. Il y suit des études secondaires au collège de Creston, et travaille le soir comme plongeur dans un restaurant. Il entre ensuite au lycée DeWitt Clinton où il se passionne pour la littérature américaine. Repéré par une enseignante, il est orienté en tant qu'élève boursier vers le lycée privé de Fieldston où il commence l'année scolaire 1964. Dès l'âge de 16 ans, il travaille chaque été comme saisonnier au service du logement social la journée et employé de commerce le soir. Le week-end il gagne aussi de l'argent comme arbitre de basket. Toutes ces économies vont lui permettre de s'inscrire à la fac, sitôt après l'obtention de son baccalauréat à Fieldston en 1967.

### Ses débuts comme écrivain
Il choisit d'intégrer l'Université Lincoln en Pennsylvanie car c'était là que des écrivains noirs comme Langston Hughes, Melvin Tolson (en) ou Ron Welburn avaient atteint une renommée internationale.Cependant, Gil décide d'arrêter les études après sa première année de faculté pour se consacrer entièrement à son projet d'écriture de roman. Pour vivre, il travaille dans un magasin de nettoyage à sec situé près du campus. En avril 1969 il achève son manuscrit intitulé The Vulture (Le Vautour), un polar qui brosse un portrait satirique de la société américaine. Il parvient à le faire publier chez World Publishing (qui achète son manuscrit 5 000 dollars), mais le livre ne reçoit aucun écho à sa sortie.

### Une carrière de poète et de musicien
À la rentrée 1969, Gil Scott-Heron réintègre l'Université Lincoln, où il fait la rencontre d'un étudiant en formation musicale: Brian Jackson. Influencés par The Last Poets, qu'ils fréquentent régulièrement à New York, les deux étudiants se consacrent à la musique et composent ensemble.
À la fin de l'été 1970, Gil entre en studio grâce au soutien de Bob Thiele (du label Flying Dutchman) et commence à enregistrer ses poèmes en compagnie de Brian Jackson. Le 33-tours qui sort sous le titre Small Talk at 125th & Lennox comprend notamment la chanson Whitey On the Moon, une diatribe contre le monde des médias, possédé principalement par des Blancs, et contre l'ignorance qu'ont les classes moyennes américaines des problèmes des populations pauvres des centres-villes. (Cette chanson connaîtra un regain de notoriété en 2018 à la suite de son utilisation dans le film First Man.)
Le succès régional rencontré par ce premier disque pousse Bob Thiele à proposer à Gil Scott-Heron d'enregistrer un album en studio avec des musiciens professionnels. Gil et Brian décident d'embaucher Hubert Laws, Bernard Purdie, Charlie Saunders, Eddie Knowles, Ron Carter et Bert Jones, tous musiciens de jazz, et entrent au studios RCA à New York en février 1971. L'album Pieces of a Man contient une nouvelle version du titre The Revolution Will Not Be Televised et est de facture plus conventionnelle comparée aux chansons libres et souvent scandées du premier album. Pourtant, à cette période de sa vie, Gil Scott-Héron ne s'imagine pas du tout de devenir musicien, son but est alors d'obtenir un diplôme pour commencer une carrière de prof de littérature à la fac et de travailler à l'écriture de son second roman: The Nigger Factory.
En 1972, Gil Scott-Heron devient prof au Federal City College de Washington (Université Columbia) mais poursuit parallèlement une carrière musicale avec l'enregistrement, à l'automne 1973, de l'album Winter in America qui sort en 1974 et dont le single The Bottle devient un tube. Cette chanson qui s'inspire de témoignages réels raconte pourquoi et comment des personnes peuvent tomber dans l'alcoolisme.
En 1975, Gil Scott-Heron signe sur le label Arista, sur lequel il sort un nouvel album The First Minute of a New Day et entame une série de concerts avec son groupe le Midnight Band, ce qui l'oblige à arrêter sa carrière de professeur. En décembre 1978, Gil se marie avec Brenda Sykes avec laquelle il aura une fille, Gia. Il divorcera quelques années plus tard.
Toujours engagé dans la cause noire, il rejoint Stevie Wonder dans une vaste tournée (Hotter Than July Tour) en 1980-1981 qui milite pour faire du 15 janvier, date de l'anniversaire de Martin Luther King, un jour férié.
Pendant les années 1980, Scott-Heron continue d'enregistrer, attaquant souvent le président Ronald Reagan et sa politique conservatrice :
« The idea concerns the fact that this country wants nostalgia. They want to go back as far as they can – even if it’s only as far as last week. Not to face now or tomorrow, but to face backwards. And yesterday was the day of our cinema heroes riding to the rescue at the last possible moment. The day of the man in the white hat or the man on the white horse - or the man who always came to save America at the last moment – someone always came to save America at the last moment – especially in “B” movies. And when America found itself having a hard time facing the future, they looked for people like John Wayne. But since John Wayne was no longer available, they settled for Ronald Reagan – and it has placed us in a situation that we can only look at – like a B movie. »
— Gil Scott-Heron, "B" Movie
Scott-Heron est écarté du label Arista Records en 1985, et arrête d'enregistrer, bien qu'il continue de tourner. En 1993, il signe pour TVT Records et sort Spirits (1994), un disque contenant le morceau Message To The Messengers. La première piste est une prise de position à l'attention des rappeurs de l'époque, et contient des commentaires comme :
- « Four letter words or four syllable words won't make you a poet, It will only magnify how shallow you are and let ev'rybody know it. »
- « Tell all them gun-totin' young brothers that the 'man' is glad to see us out there killin' one another! We raised too much hell, when they was shootin' us down. »
- « Young rappers, one more suggestion, before I get outta your way. I appreciate the respect you give to me and what you've got to say. »

Gil Scott-Heron y lance un appel envers les nouveaux rappeurs afin qu'ils recherchent le changement au lieu de perpétuer la situation sociale, pour qu'ils aient un discours plus clair et produisent des chansons plus artistiques : « There's a big difference between putting words over some music, and blending those same words into the music. There's not a lot of humour. They use a lot of slang and colloquialisms, and you don't really see inside the person. Instead, you just get a lot of posturing »
En 2001, Gil Scott-Heron est incarcéré pour consommation de drogue et/ou violences domestiques. Apparemment, la mort de sa mère et la consommation de drogues l'entraînèrent dans un cercle vicieux. Sorti de prison en 2002, Gil Scott-Heron apparaît sur l'album de Blackalicious : Blazing Arrow. Il se retrouve derrière les barreaux en 2006 pour la même raison, encore une fois en 2007.
En 2010, à l'âge de 61 ans, il signe son grand retour avec l'album I'm New Here, produit par Richard Russel qui était allé le voir dans sa cellule à la prison de Rickers Island pour le convaincre de revenir. Les treize morceaux sont remixés par Jamie Smith des XX dans We're New Here.
Tombé malade du fait de sa séropositivité au cours de sa tournée européenne de 2010, Gil Scott-Heron s'éteint le 27 mai 2011 dans l'hôpital pour pauvres de St. Luke à New York. Il est incinéré, et ses cendres sont remises à la famille.
Le 2 avril 2015, à l'occasion de son anniversaire, son label XL Recordings sort un album posthume Nothing New qui reprend des titres connus, enregistrés en 2008, mais dont les versions acoustiques constituent la grande nouveauté. Cette sortie est accompagnée par un film documentaire Who is Gil Scott-Heron?, réalisé par Iain Forsyth et Jane Pollard.

## Analyse
Reconnu pour ses performances (sous influences musicales jazz, soul et funk) de chants scandés – spoken word – de la fin des années 1960 et des années 1970, certains le considèrent comme l'un des pères du rap. Ses textes se nourrissent, entre autres, de la réalité de la rue des problèmes politiques et sociaux dont lui-même souffre au quotidien. Il s’impose comme défenseur de la cause noire américaine dès la fin des années 1960 en décrivant la misère, la violence et la drogue qui ravagent les ghettos, en critiquant la politique américaine (et notamment le gouvernement de Nixon), et étendra son propos à la dénonciation de l’Apartheid.
Son titre musical le plus célèbre reste The Revolution Will Not Be Televised, où il met en parallèle la spontanéité de la révolte et l'impossibilité de la mettre en scène : « On ne verra pas des flics buter nos frères au ralenti à la télé, parce que la révolution sera live ». Son impact dans la culture générale continue à se faire ressentir, et les thèmes présentés dans son art persistent dans leur actualité.

## Discographie

### Compilations
- 1970 : The Revolution Will Not Be Televised
- 1977 : The Mind of Gil Scott-Heron
- 1985 : The Best of Gil Scott-Heron
- 1995 : Glory: The Gil Scott-Heron Collection
- 1999 : The Gil Scott-Heron Collection Sampler: 1974-1975
- 1998 : Ghetto Style
- : Evolution and Flashback: The Very Best of Gil Scott-Heron
- 2004 : The Best of Gil Scott-Heron Live
- 2005 : Gil Scott-Heron & Brian Jackson - Messages (Anthology)
- 2010 : Storm Music (The Best of Gil Scott-Heron)
- 2012 : The Revolution begins - The flying dutchman masters

### Collaborations
- 2011 : We're New Here, avec Jamie xx

### Vidéographie
- Black Wax de Robert Mugge (1982)
- The Revolution Will Not Be Televised de Don Letts (BBC, Royaume-Uni, 2005)
- Word Up de Malik Al Nasir (Fore-Word Press, Royaume-Uni, 2005)
- The Paris Concert (2007)